# حباك زيتوني الرأس
الحباك زيتوني الرأس (الاسم العلمي: Ploceus olivaceiceps) نوع من الطيور الصغيرة من فصيلة الحباك، متوطن في مالاوي، موزمبيق، تنزانيا وزامبيا.